# Il becchino
Il becchino (Der Bestatter) è una serie televisiva svizzera tedesca creata da Hartmut Block. È stata diffusa dall'8 gennaio 2013 al 12 febbraio 2019 su SRF 1.
Dal 30 agosto 2013 è stata trasmessa nella Svizzera italiana su RSI LA1 in lingua originale sottotitolata in italiano, mentre dal 22 agosto 2014 è iniziata la trasmissione in italiano, con le prime due stagioni.
A dicembre 2015, in Italia erano visibili le prime 4 stagioni su Netflix doppiate in italiano con il titolo "The Undertaker", poi rimosse dal catalogo. Dall'ottobre 2023 la serie tv è disponibile sulla piattaforma italiana di serie tv gratis Serially.

## Trama
Un ex poliziotto, Luc Conrad, rileva l'impresa familiare di pompe funebri e inizia a fare il becchino. Nonostante il nuovo lavoro continua ad investigare (con l'aiuto della Squadra Omicidi, dove lavorava Luc) quando sospetta che i cadaveri non sono morti di morte naturale.

## Personaggi
- Luc Conrad: interpretato da Mike Müller, ex poliziotto cantonale (appartenente alla squadra Omicidi). Dopo la morte di suo padre riprende il lavoro da agente di pompe funebri.
- Anna-Maria Giovanoli: interpretata da Barbara Maurer, ex collega e tenente della polizia cantonale (e squadra omicidi).
- Erika Bürgisser: interpretata da Suly Röthlisberger, "matrigna" di Luc.
- Fabio Testi: interpretato da Reto Stalder, è il nuovo dipendente delle pompe funebri, è il personaggio tragicomico della serie.
- Reto Dörig: interpretato da Samuel Streiff, ex collega e poliziotto cantonale.
- Dr. Alois Semmelweis: interpretato da Martin Ostermeier, il medico legale trasferito dall'Austria.
- Pedro Lambert: interpretato da Carlos Leal, poliziotto federale.

## Episodi
| Stagione         | Episodi | Prima TV Svizzera (versione originale) | Prima TV Svizzera (doppiata in italiano) | Pubblicazione Italia |
| ---------------- | ------- | -------------------------------------- | ---------------------------------------- | -------------------- |
| Prima stagione   | 4       | 2013                                   | 2014                                     | 2015                 |
| Seconda stagione | 6       | 2014                                   | 2014                                     | 2015                 |
| Terza stagione   | 6       | 2015                                   | 2015                                     | 2015                 |
| Quarta stagione  | 6       | 2016                                   | 2016                                     | 2017                 |
| Quinta stagione  | 6       | 2017                                   | 2017                                     | inedita              |
| Sesta stagione   | 6       | 2018                                   | 2018                                     | inedita              |
| Settima stagione | 6       | 2019                                   | 2019                                     | inedita              |

## Produzione
La serie è prodotta ed ambientata nel Canton Argovia.
È stata rinnovata la quarta serie, andata in onda nell'autunno del 2016.
In seguito la SRF 1 annuncia che è stata rinnovata la quinta stagione, andata in onda nel 2017.
Il 24 gennaio 2018, la SRF 1 ha annunciato che ci sarà una settima stagione e, come comunicato l'11 giugno dello stesso anno, questa sarà la stagione finale. L'inizio delle riprese è programmato per il 17 giugno 2018.